# Адріена (герцогиня Блекінге)
Адріена Жозефіна Аліса, Принцеса Швеції, Герцогиня Блекінге (швед. H. K. H. Prinsessan Adrienne Josephine Alice, Hertiginna av Blekinge, англ. Adrienne Josephine Alice Bernadotte, нар. 9 березня 2018 р., Дандерід, Швеція) — третя дитина шведської принцеси Мадлен, герцогині Гельсінгландської й Гестрікландської, та її чоловіка Крістофера О'Нілла; онука правлячого короля Швеції Карла XVI Густава та його дружини королеви Сільвії.
Адріена Жозефіна Аліса народилася 9 березня 2018 року в 0:41 за стокгольмським часом. Перше з імен новонародженої було вибрано батьками, ім'я ж Жозефіна часто використовується представниками династії, Аліса — ім'я матері королеви Сільвії, а також одне з імен кронпринцеси Вікторії й принцеси Брігіти.
Охрещена була 8 червня 2018 р. у м. Стокгольмі, в каплиці палацу Дротнінхольм; хрестив архієпископ Ант'є Джекелен, єпископ Йохан Далман, пастор Михайло Бьєрхаген; хрещені — двоюрідна сестра Ануска д'Або і друзі батьків Коралі Харіол Пол, Надер Панахпур, Густав Тот, Шарлота Крейгер Седерлунд й Наталі Вернер. 

З 7 жовтня 2019 року згідно комюніке про зміни в шведському королівському домі принцеса Адріена втратила звання Її Королівська Високість; титули принцеси та герцогині Блекінге, які їй надав король за нею зберігаються. Надалі вона не буде виконувати королівські обов'язки.

## Нагороди
- Кавалер ордену Серафимів (Швеція)[12]